# Colonia Tres de Diciembre
Colonia Tres de Diciembre är en ort i Mexiko.   Den ligger i kommunen Zihuatanejo de Azueta och delstaten Guerrero, i den södra delen av landet, 300 km sydväst om huvudstaden Mexico City. Colonia Tres de Diciembre ligger 27 meter över havet och antalet invånare är 277.
Terrängen runt Colonia Tres de Diciembre är kuperad åt nordost, men åt sydväst är den platt. Runt Colonia Tres de Diciembre är det ganska tätbefolkat, med 78 invånare per kvadratkilometer. Närmaste större samhälle är Zihuatanejo, 11,9 km sydost om Colonia Tres de Diciembre. Omgivningarna runt Colonia Tres de Diciembre är en mosaik av jordbruksmark och naturlig växtlighet.